# Deutsche Zeitung in Amsterdam
Die Deutsche Zeitung in Amsterdam – Wochenblatt für Politik, Volkswirtschaft, Literatur und Kunst war eine kurzlebige Zeitung, die von 1911 bis 1912 samstags erschien und außerhalb der Niederlande auch in deren Kolonien, im Deutschen Reich, Österreich, der Schweiz und anderen Ländern verbreitet wurde. Die „garantierte“ Auflage betrug (Dezember 1911) nach eigenen Angaben 3000 Exemplare. Die Gründer waren der Deutsch-Österreicher Heinrich Poeschl, der behauptete, die Unterstützung des Alldeutschen Verbandes zu haben, und der Niederländer Arnold Verweij.
Die Erstausgabe erschien am 8. April 1911. Die Zeitung zog rasch Kritik auf sich, so meinte das Auswärtige Amt, dass es den Leitartikeln Poeschls an „Schwung“ gefehlt habe, des Weiteren sei seine Zurschaustellung seiner alldeutschen und antiultramontanen Haltung auch bei niederländischen Kreisen nicht gut angekommen. Antisemitische Tiraden fehlten ebenfalls nicht. Zudem beschuldigte Poeschl den Chefredakteur des Konkurrenzblattes Deutsche Wochenzeitung für die Niederlande und Belgien August Prell, potentielle Anzeigenkunden bedroht zu haben. Prell leitete daraufhin eine Untersuchung ein, die ergab, dass Poeschl zuvor als Redakteur des Hypotheken-Markts in Österreich wegen Erpressung verurteilt worden war, worauf er sich nach der Hinterlassung einer Kaution abgesetzt hatte. Dies wurde in seiner Zeitung vom österreichischen Konsulat bestätigt.
Generalkonsul Rienäcker, der zu Prell ein gespanntes Verhältnis hatte, bat erfolglos das Auswärtige Amt um eine Unterstützung von Poeschls Blatt. Laut Prell investierte er schließlich Geld aus eigener Tasche, vergeblich, denn nachdem das Erscheinen der Zeitung aus finanziellen Gründen einige Male ausgesetzt werden musste, war sie bereits ein Jahr nach ihrer Gründung bankrott. Poeschl verließ nun verschuldet die Niederlande wieder und ging nach Berlin, von wo er, nachdem er dort verhaltensauffällig geworden war, nach Österreich-Ungarn abgeschoben wurde.